# Victor Nyebølle

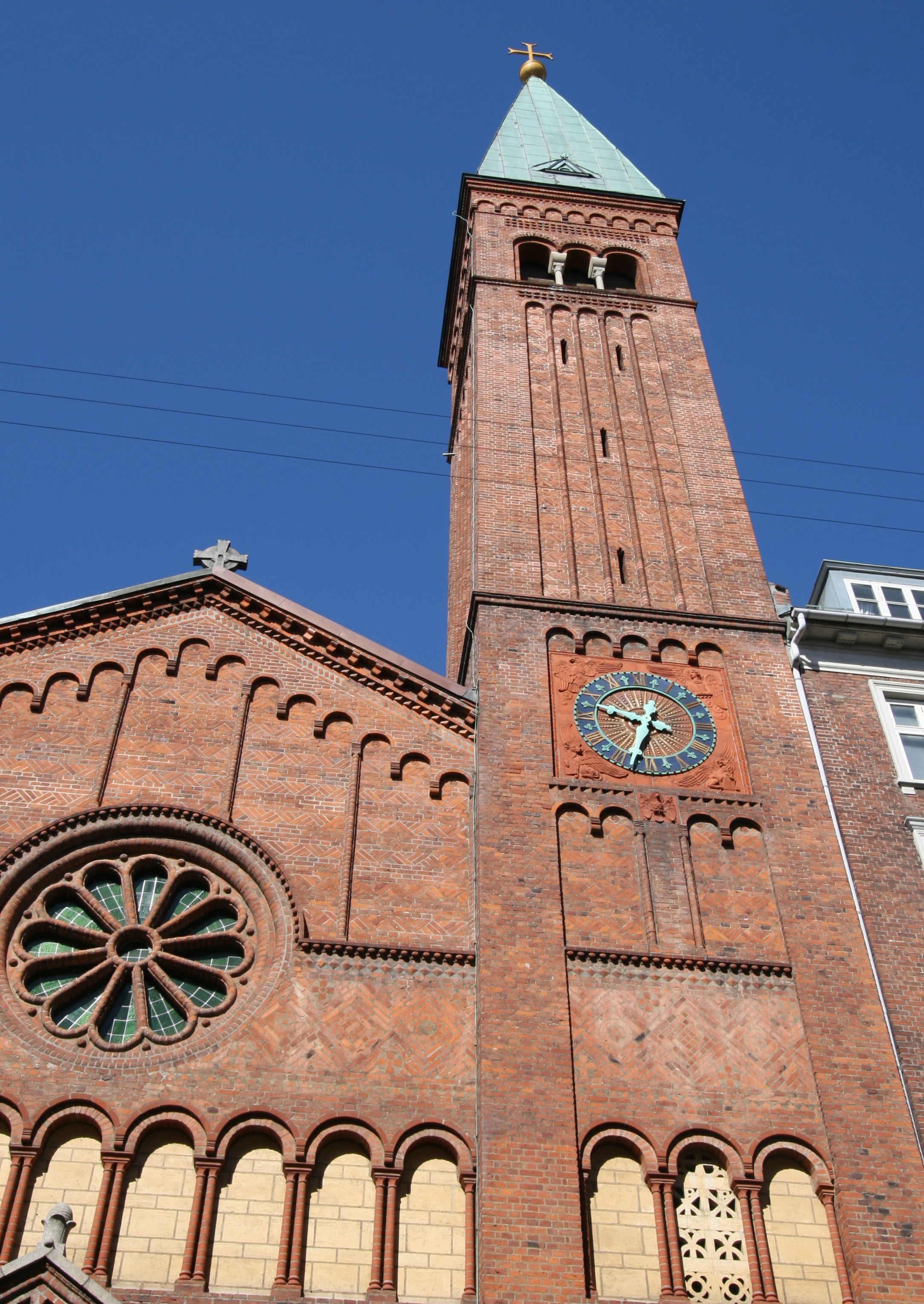
Nazaret Kirke.

Victor August Johan Wadsted Nyebølle, född den 28 augusti 1862 i Kongens Lyngby, död den 5 augusti 1933 i Ordrup, var en dansk arkitekt.
Nyebølle genomgick, efter att ha blivit utbildad till murare, Kunstakademiet, varifrån han fick avgångsbetyg 1892, och företog därefter olika studieresor till utlandet. Av byggnader kan nämnas: Nazaret Kirke i Köpenhamn (för detta arbete mottog han Kunstakademiets årsmedalj 1904), byggnaden Frederiksberggade nummer 1 och 1 A, byggnadskomplexet mellan Amagerbrogade, 
Amagerbulevard og Svinget (premierat av kommunen), Bryggervangens och Vibevejens kommunala skolor, Gammel Avlsgaard och Apollosalen i Aalborg, statens straffanstalt vid Nyborg och tings- och arresthuset i Fjerritslev. Dessutom restaurerade Nyebølle flera landsortskyrkor, arresthus och herrgårdar och byggde olika privathus i Köpenhamn och provinsen. Åren 1897–1910 var Nyebølle medlem av arrestkommissionen och hade tillsyn över landets tings- och arresthus.